# Nan Geng
Nan Geng (南庚; Nángēng) var en kinesisk kung över den forna Shangdynastin. Nan Geng regerade 6 år i början på 1200-talet f.Kr. Nan Gengs personnamn var Geng (更) och han titulerades  både i Bambuannalerna och i Shiji med sitt postuma tempelnamn Nan Geng (南庚)

## Biografi
Nan Geng kom till makten efter att hans farbror kung Zu Ding avlidit. Nan Geng regerade inledningsvis från staden Bi (庇), men flyttade under sitt tredje regentår landets huvudstad till Yan (奄).
Efter att Nan Gang avlidit under sitt sjätte år som kung efterträddes han av sin kusin Yang Jia (Zu Dings son).